# کوه زر (شوشتر)
کوه زر، روستایی از توابع بخش مرکزی شهرستان شوشتر در استان خوزستان ایران است.
روستای کوه زر در ۱۵ کیلومتری شرق شهرستان شوشتر قرار دارد این روستا از طرف شمال به روستای دشت بزرگ و از جنوب به ماهور، از شرق به محوطه تاریخی شیوندی و از طرف غرب به تنگ عقیلی و رودخانه کارون محدود است.

## جمعیت
این روستا در دهستان شهید مدرس قرار دارد و براساس سرشماری مرکز آمار ایران در سال ۱۳۸۵، جمعیت آن ۷۱ نفر (۱۶خانوار) بوده‌است.